# BP Pedestrian Bridge

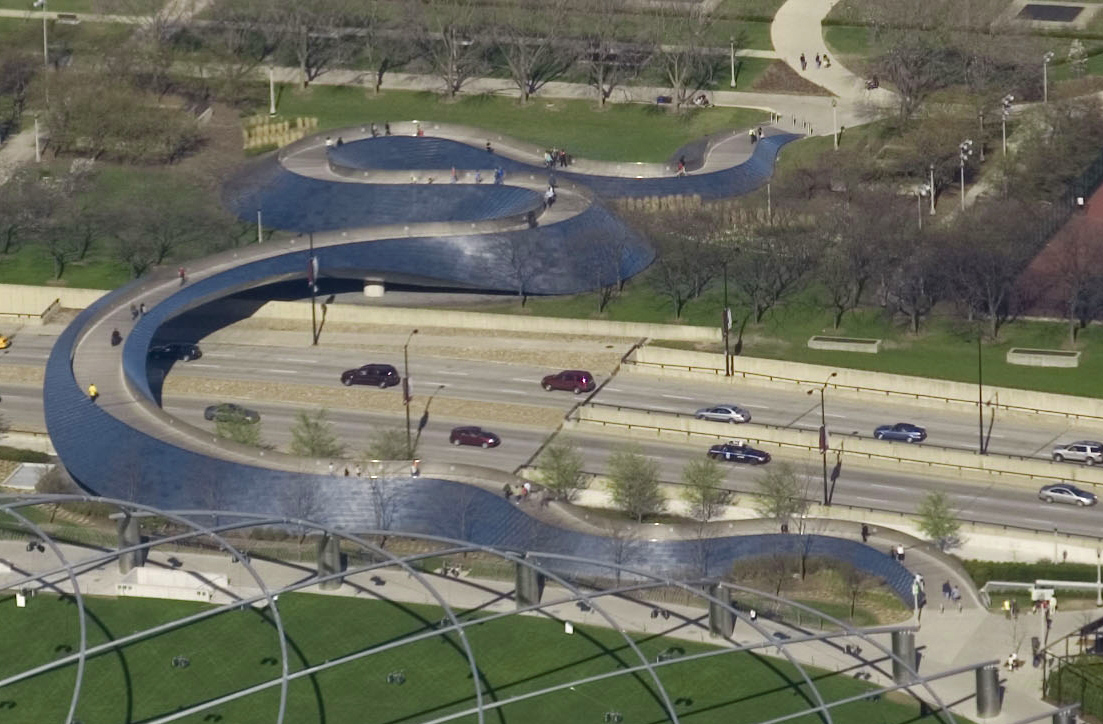
Die BP Pedestrian Bridge, vom Sears Tower aus gesehen (2007)

Die BP Pedestrian Bridge ist eine Fußgängerbrücke in Chicagos Loop-Bezirk. Sie überquert den Columbus Drive und verbindet den Daley Bicentennial Plaza mit dem Millennium Park, die beide wiederum Teile des größeren Grant Park sind. Entworfen wurde die Brücke von dem mit dem Pritzker-Architektur-Preis ausgezeichneten Architekten Frank Gehry, der schon den Jay Pritzker Pavilion im Millennium Park entworfen hatte. Sie wurde zusammen mit dem Rest des Millennium Parks am 16. Juli 2004 eröffnet.

## Geschichte

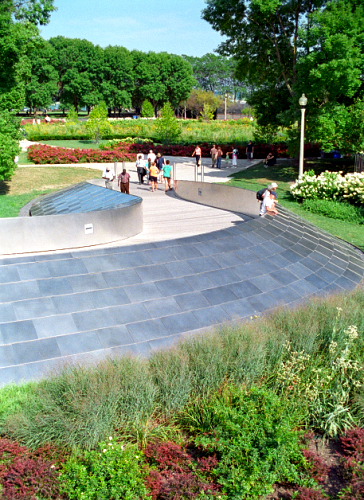
Eingang zur BP Pedestrian Bridge im Daley Bicentennial Plaza

Das Mineralölunternehmen BP, nach dem die Brücke benannt ist, spendete 5.000.000 USD für den Bau der Brücke. Es handelt sich um die erste erbaute Brücke, die von Gehry entworfen wurde. Die Brücke hat eine schlangenartige, geschwungene Form. Die Brücke wurde entwickelt, um schwere Lasten zu tragen, ohne strukturelle Probleme durch ihr Eigengewicht zu verursachen. Die Brücke ist bekannt für ihre ästhetische Form und Gehrys Stil ist in den biomorphen Anspielungen und der umfangreichen skulpturalen Verwendung von Edelstahlplatten zur Abstraktion zu erkennen. 
Die Fußgängerbrücke dient als Lärmschutz gegen den Verkehrslärm der Columbus Drive. Es ist ein Bindeglied zwischen den Millennium Park und Sehenswürdigkeiten im Osten, wie der nahegelegenen Lake Front, anderen Teile des Grant Park und einem Parkhaus. Die BP Pedestrian Bridge verwendet ein verdecktes Hohlkasten-Design mit einem Betonsockel, dessen Boden von Hartholzdielen abgedeckt ist. Es ist ohne Handlauf konstruiert und besitzt stattdessen eine Edelstahl-Brüstung. Die Gesamtlänge beträgt 285 Meter, mit fünfprozentiger Steigung, die sie barrierefrei und zugänglich macht. Obwohl das Brückenbauwerk im Winter geschlossen ist, weil Eis nicht sicher von seinem Holzboden entfernt werden kann, hat es gute Kritiken für sein Design und Ästhetik erhalten.